# Aleid van Poelgeest
Aleid van Poelgeest (1370 – 22. září 1392 Haag) byla milenka holandského hraběte Albrechta I. Bavorského.

## Život
Aleid van Poelgeest byla dcerou soudního úředníka Jana van Poelgeesta a jeho ženy Aleid van Beest Gerbrandsdr. Získala práci jako dvorní dáma vévodovi manželky Markéty Břežské, později se stala vévodovou milenkou. Nikdy nebyla provdána.
Aleid se na dvoře vévody pohybovala do roku 1386. V červnu 1388 jí vévoda Albrecht jmenoval oficiální milenkou, daroval jí vlastní dům a dvorní dámy. Aleid vévodu údajně doprovázela na jeho cestách a pravděpodobně na něj měla silný vliv, což však není potvrzeno.
Byla zavražděna vysokým soudním hodnostářem Williamem Cuserem v Haagu. Není jasné, co bylo důvodem k tomuto činu.
Albrecht považoval její vraždu za útok na jeho osobu a události využil k vyřešení několika jeho politických záležitostí s jeho oponenty.